# Viktor Vikterlöf
Viktor Vikterlöf, född 1 april 1887 i Morkarla socken, Uppland, död 7 oktober 1956, var en svensk missionär verksam i Svenska Missionsförbundet.

## Biografi
Vikterlöf arbetade under sin uppväxt på sina föräldrars gård i Morkarla. 1904 blev han söndagsskollärare och invald i den lokala ungdomsföreningens styrelse. Verkade som evangelist på Gotland i två år. Vikterlöf genomgick 1909–1910 evangelistkurs, samt Missionsskolan, Lidingö 1911–1915. 1915 en bokbinderi- och tryckeriutbildning. 1914 språkstudier i England, 1920–1921 språkstudier Paris, 1933 språkstudier i Bryssel. 5 juni 1915 blev Vikterlöf avskild som missionär av Svenska Missionsförbundet. Han arbetade sedan som predikant i Umeå och Stockholm (Valhalla församling) i ett och ett halvt år. I november 1916 åkte Vikterlöf för första gången till Kongo (dåvarande Belgiska Kongo) Han arbetade då som tidningsredaktör i Matadi för tidningen Minsamu Miayenge och var föreståndare för ett tryckeri. Han arbetade sedan på Kinkenge, Mukimbungu och Sundi–Lutete missionsstationer som stationsföreståndare. 1929–1930 och 1934–1935 var Vikterlöf ledamot av Missionsförbundets Missionsråd i Kongo. Han var 1935 Kongokonferensens ordförande (årsmöte för Missionsförbundets Kongomissionärer). 1941 erhöll Vikterlöf den belgiska orden Leopold II:s orden (Chevalier de l'Ordre de Léopold II). 1952 pensionerades Vikterlöf efter totalt fem perioder i Belgiska Kongo.

## Familj
Föräldrar var lantbrukaren Anders Petter Andersson och hans hustru Johanna, född Spång. Viktor Vikterlöf gifte sig 21 december 1918 med Kristina (Stina) Vikterlöf, född Bodin (född 1890). Den 11 september 1924 föddes sonen Karl-Johan Vikterlöf. 